# Nominoë

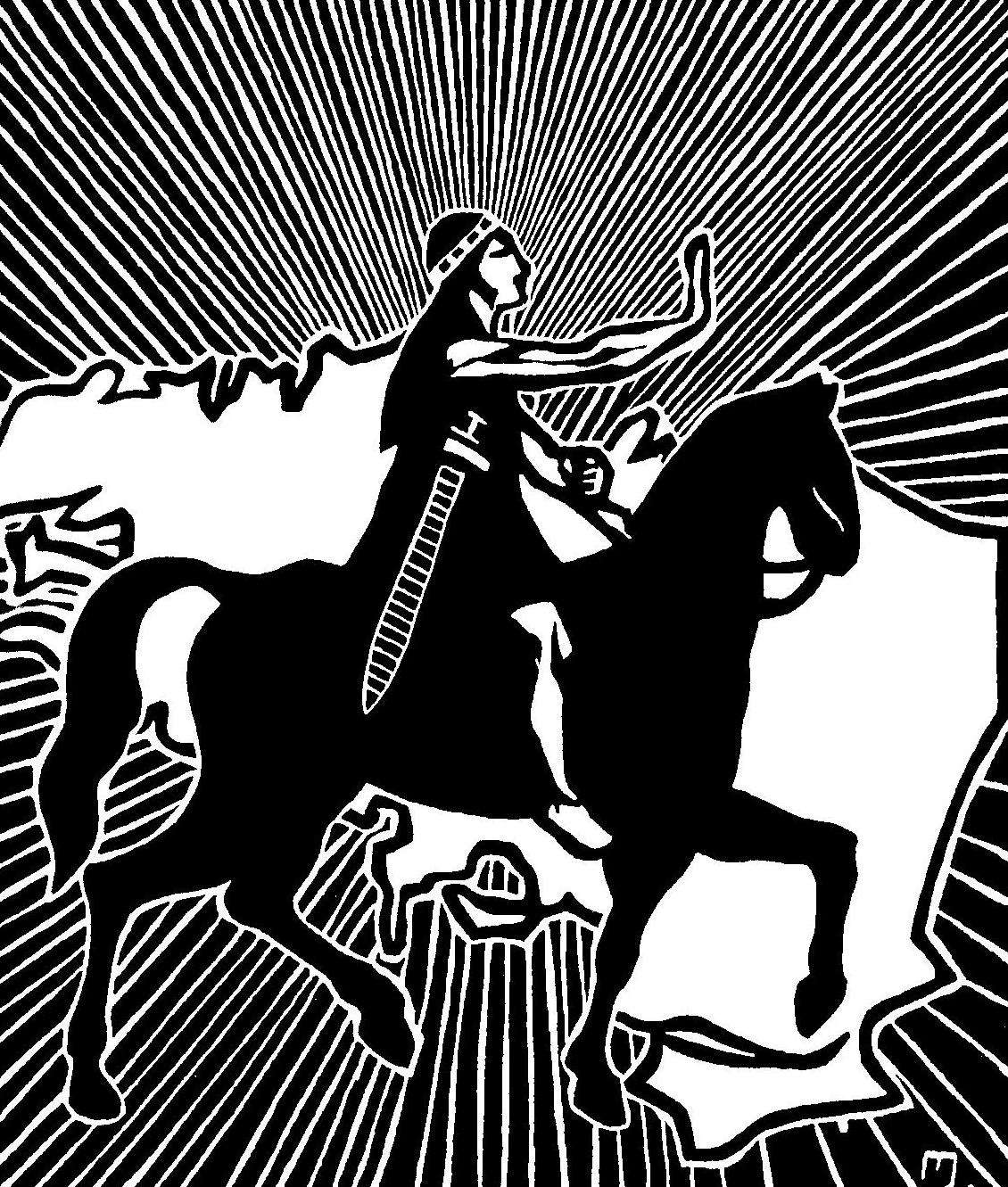
Nominoë naar een linosnede van Jeanne Malivel uit 1922

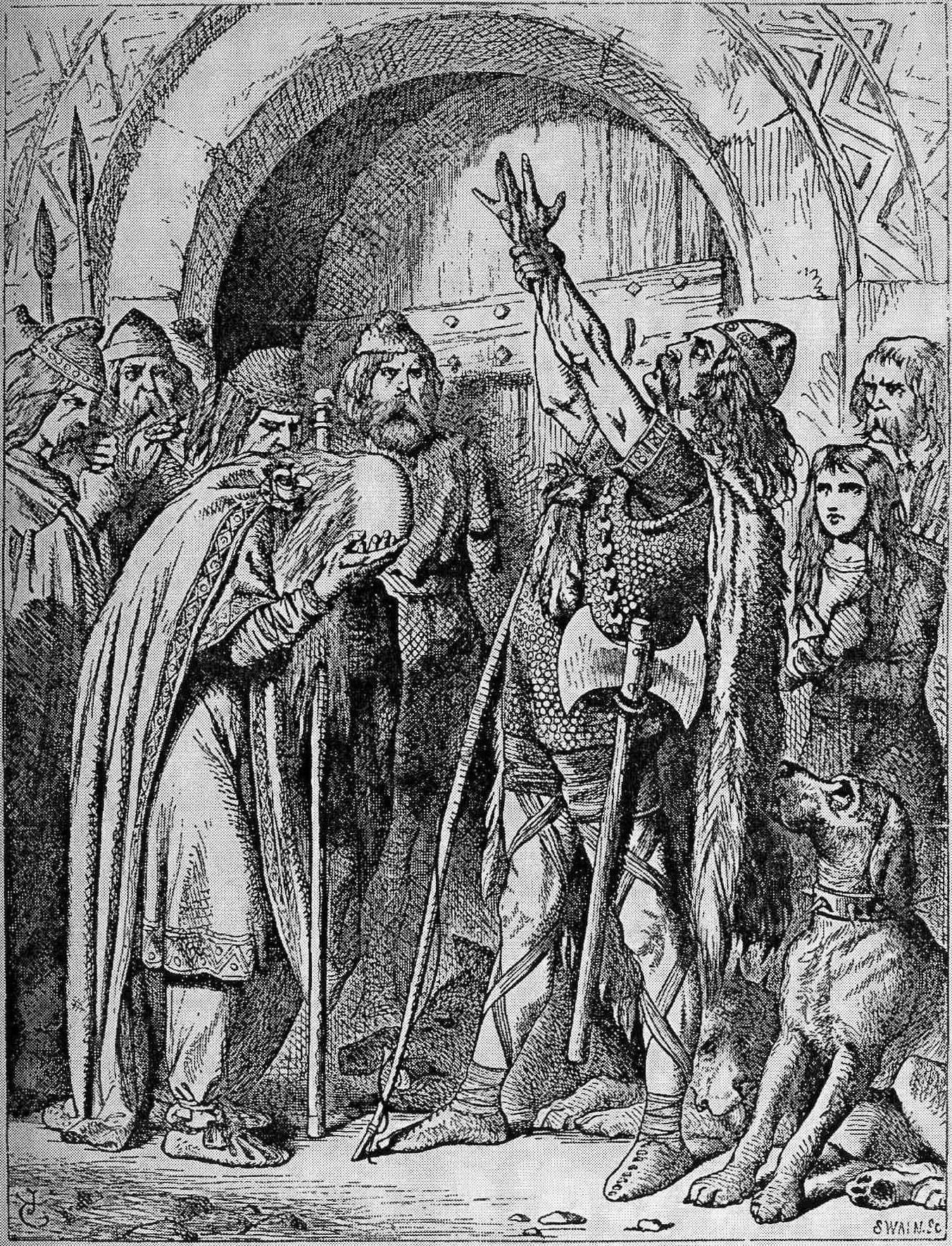
Nominoë zweert wraak op de Franken voor de moord op een Bretons gezant

Nominoë (ca. 780 - 7 maart 851) was de leidende edelman in Bretagne. Nationalisten in Bretagne zien Nominoë als de vader des vaderlands. Zijn ouders zijn onbekend, hij ligt begraven in het klooster van Redon.
Nominoë was een edelman met bezittingen rond Vannes. Hij was een trouw vazal van Lodewijk de Vrome. In 831 werd hij op de landdag te Ingelheim tot koninklijk gezant voor Bretagne benoemd. In alle conflicten tussen Lodewijk en zijn zoons, is hij Lodewijk blijven steunen. Nominoë steunde het klooster van Redon, dat met hulp van Lodewijk was gesticht.
Na het overlijden van Lodewijk koos Nominoë aanvankelijk de partij van Karel de Kale in diens verzet tegen Lotharius I. In 842 deed hij namens Karel een schenking aan het klooster van Redon. Ook waren in dat jaar Bretonse troepen aanwezig in het leger van Karel tijdens de eed van Straatsburg. Daarna koos Nominoë in 843 samen met Lambert van Nantes en Pepijn II van Aquitanië de kant van Lotharius. Er volgde een periode van plundertochten en schermutselingen:
- 843 Bretonse troepen doden Karels graaf van Nantes. Karel de Kale trekt naar Rennes, maar zonder effect.
- 844 Bretonse troepen steunen Lambert bij diens gevechten. Nominoë plundert Maine terwijl Karel de Kale Toulouse belegert. Ook zijn er in dat jaar gevechten met de Vikingen. Tijdens de synode van Yutz worden de opstandige edelen met oorlog gedreigd als ze Karel niet als heer erkennen. Lambert en Pepijn geven toe maar Nominoë weigert.
- 845 Nominoë verslaat Karel in de slag bij Ballon en stelt daarmee de Bretonse onafhankelijkheid zeker. Hoewel Karels leger meer dan twee keer zo groot is en hij de steun heeft van Bretonse opstandelingen, weet Nominoë de slag te winnen door zijn tegenstander in een moeras te lokken.
- 846 vrede tussen Karel en Nominoë. Bretonse troepen plunderen met Kerstmis de omgeving van Bayeux.
- 847 Lotharius beveelt Nominoë en Pepijn II (die vermoedelijk door hem werden gefinancierd) hun strijd tegen Karel te staken, maar ze gehoorzamen niet. Ook zijn er in dat jaar gevechten met de Vikingen.
- 849 Nominoë plundert Anjou terwijl Karel op campagne is in Aquitanië. Hij hernieuwt zijn vriendschap met Lambert. Karel legert garnizoenen in Rennes en Nantes, die prompt worden verslagen door Nominoë en Lambert, waarbij de nieuw benoemde graaf van Nantes Amalrik gevangen wordt genomen.
- Nominoë houdt een synode in Coitlouh, waarbij de vijf Bretonse bisschoppen misdaden bekennen en worden afgezet. Nominoë benoemt vertrouwelingen in hun plaats. Ook na de verovering van Nantes benoemt hij daar een nieuwe bisschop. In 859 zullen deze benoemingen weer ongedaan worden gemaakt en worden de Bretonse bisschoppen onder gezag van de aartsbisschop van Tours geplaatst.
- Nominoë versterkte zijn positie in het grensgebied door kolonisatie door boeren en kloosters te stimuleren

Nominoë overlijdt tijdens een veldtocht in Anjou. Hij wordt in zijn aktes met een reeks van verschillende titels aangeduid (hertog, prins, koning).
Nominoë was gehuwd met Argental. Ze hadden ten minste drie zoons:
- Erispoë, opvolger van zijn vader
- Pascweten, een van de moordenaars van hertog Salomon van Bretagne - die Erispoë had vermoord
- Gurwent, een van de moordenaars van hertog Salomon van Bretagne